# 瑟堡 (北部省)
瑟堡（法語：Sebourg，法語發音：[səbuʁ]）是法国上法蘭西大區北部省的一个市镇，位于该省东部，属于瓦朗谢讷区。

## 地理
瑟堡（50°20'32"N, 3°38'48"E）面积14.23 平方千米，位于法国上法蘭西大區北部省，该省份为法国最北部的省份及最长的省份，西北濒北海，西接加来海峡省，南至埃纳省和索姆省，东与比利时接壤。
与瑟堡接壤的市镇（或旧市镇、城区）包括：龙比和马尔希蓬、屈尔日、埃特勒、埃特、让兰、大瓦尔尼、奥内勒。

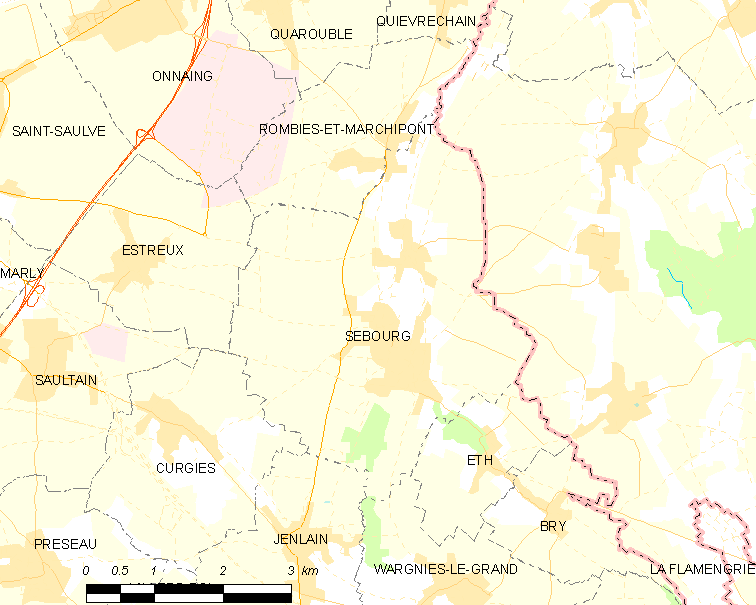
的OSM定位图

瑟堡的时区为UTC+01:00、UTC+02:00（夏令时）。

## 行政
瑟堡的邮政编码为59990，INSEE市镇编码为59559。

## 政治
瑟堡所属的省级选区为马尔利县。

## 人口

1962-2008年间人口变化图示

瑟堡于2022年1月1日时的人口数量为1972人。